# Kajzerica
Kajzerica je zagrebački kvart i mjesni odbor u Novom Zagrebu, unutar gradske četvrti Novi Zagreb – zapad.
Uži dio Kajzerice, u kojem se nalaze svi stambeni objekti, omeđen je Jadranskim mostom na zapadu, Avenijom Dubrovnik na jugu, Ulicom Radoslava Cimermana na istoku te Savom na sjeveru. Uži dio kvarta se dalje sastoji od dva dijela: Južna obala uz savski nasip, sjeverno od Bencekovićeve ulice, a južno od nje se nalazi Podbrežje (ne miješati s nazivom drugog kvarta u Novom Zagrebu). Nadalje, Kajzerici pripadaju i nenaseljeni prostori zapadno od Avenije Većeslava Holjevca te sjeverno od Jadranske avenije omeđeni Savom.
Na Kajzerici se nalaze Zagrebački hipodrom, igralište NK Lokomotive i Zagrebački velesajam.
Poštanski broj je HR-10020.

## Povijest
Povijesno gledajući, Kajzerica je kao južna obala Save bila granični dio Ilirskih pokrajina u vrijeme Napoleona od kuda je dobila i naziv po francuskom 'kajzeru' Napoleonu kao carsko vojno vježbalište.
Jedan od važnijih događaja na Kajzerici bila je sveta misa na Hipodromu koju je predvodio papa Ivan Pavao II. pri svom prvom dolasku u Hrvatsku.
Kajzerica je u početku bila naselje s obiteljskim kućama i velikim vrtovima. No početkom 2000-ih na parcelama kuća i zelenim površinama počela je izgradnja stambenih višekatnica od strane privatnih građevinskih firmi čime Kajzerica postaje preizgrađeni kvart s manje zelenila.
Mnogi se pitaju gdje su ulice naziva Podbrežje I. (današnja Ulica Stjepana Bencekovića) i Podbrežje II. (današnja Rogićeva ulica).
Osim toga, tijekom povijesti je bilo promjena službenog naziva ulica Podbrežja i Južne Obale te načina pisanja adrese. Od 2013. godine Grad Zagreb je definirao javni web portal i oznake ulica, kućnih brojeva te stil pisanja i službeno napravio unificirano mjesto za službeni popis naizva ulica, pa tako od tada službeni naziv ulice je primjerice "Podbrežje IX.", dok se prije pronalazila ulica pod raznim nazivima (IX. Podbrežje, IX Podbrežje, 9. Podrebrežje, Podbrežje 9 i sl.)

## Promet
Na Kajzerici se nalazi najveća koncentracija mostova preko Save u Zagrebu, njih četiri: cestovni Most slobode, cestovni i tramvajski Jadranski most, biciklističko-pješački Savski most te željeznički Hendrixov most koji je postao simbol Kajzerice. Uz Kajzericu se nalazi Remetinečki rotor koji služi kao južni ulaz u Zagreb.
Kroz kvart prolaze željezničke pruge Zagreb – Sisak – Novska i Zagreb – Rijeka, no u kvartu ne postoji željeznička postaja. Nekad je postojao kolosijek za Velesajam kao ogranak pruge Zagreb – Sisak – Novska.
Uz rub kvarta prolaze tramvajske linije 7 i 14, dok u sam kvart ulaze linije 234 i 243 s Glavnog kolodvora.
Savski nasip je svojevrsna biciklistička magistrala odvojena od cestovnog prometa.

## Obrazovne ustanove
Obrazovne ustanove Kajzerice počele su s radom 8. rujna 2014. godine, a one uključuju područni objekt Dječjeg vrtića Trnsko u posebnoj zgradi te Osnovna škola Kajzerica i IV. gimnaziju koje dijele istu zgradu. Tijekom obnove nakon potresa u Zagrebu 2020. u školsku zgradu se smjestila i Škola primijenjene umjetnosti i dizajna.